# Ácido p-toluenossulfônico
Ácido p-toluenossulfônico (PTSA, do inglês p - toluenesulfonic acid) é um composto orgânico com a fórmula CH3C6H4SO3H.  TsOH, como é abreviado, é um sólido branco solúvel em água, álcoois e outros solventes orgânicos polares.  Mais frequentemente, TsOH refere-se ao monohidrato, TsOH.H2O.
TsOH é um forte ácido orgânico, aproximadamente um milhão de vezes mais forte que o ácido benzóico. É um dos poucos ácidos fortes que é sólido, desde que convenientemente mantido livre da umidade do ar, como por exemplo, quando manuseado para ser pesado em laboratório ou em formulações. Também diferentemente de alguns ácidos fortes minerais (especialmente ácido nítrico, ácido sulfúrico e ácido perclórico), o TsOH não é um oxidante.

## Preparação e manuseio
TsOH é preparado em escala industrial pela sulfonação do tolueno. Ele hidrata-se facilmente. Impurezas comuns incluem ácido benzenossulfônico e ácido sulfúrico. As impurezas podem ser removidas por recristalização da sua solução aquosa concentrada, seguida por secagem azeotrópica com tolueno.

## Usos
O ácido p-toluenossulfônico encontra uso em síntese orgânica como um catalisador ácido "organo solúvel". Exemplos de usos:
- Acetalização de um aldeído.[3]
- Esterificação de ácidos carboxílicos.[4]
- Transesterificação de um éster.[5]